# 4369 Seifert
4369 Seifert (1982 OR) là một tiểu hành tinh vành đai chính được phát hiện ngày 30 tháng 7 năm 1982 bởi Ladislav Brožek ở Klet.